# Bundesverband Boden
Der Bundesverband Boden (BVB) ist ein 1995 gegründeter Bodenkunde-Fachverband in Deutschland, der sich vorwiegend mit Fragen des angewandten Bodenschutzes und des Bodenschutzrechtes befasst. Der BVB ist im Rechtssinne ein gemeinnütziger Verein, hat seinen Sitz in Berlin und rund 600 Mitglieder (Stand 2015). Die Geschäftsstelle des BVB befindet sich derzeit in Bad Essen (Stand 2015).
Als fachspezifische Interessenvertretung hat der Verband insbesondere das Ziel, wissenschaftliche Erkenntnisse v. a. für die ingenieurstechnische und behördliche Praxis handhabbar zu machen, den aktuellen pedologischen Kenntnisstand auf den unterschiedlichen Entscheidungsebenen (EU, Bund, Länder, Gemeinden) bekannt zu machen sowie die Anwendung und tatsächliche Umsetzung im Bodenschutzvollzug vor Ort zu fördern. Der BVB gibt die Fachzeitschrift Bodenschutz und diverse weitere Publikationen heraus, die über seine Mitglieder hinausgehend in Fachkreisen Verbreitung finden, und er hat durch seine Beteiligung u. a. an der Entwicklung von Rechtsvorschriften und Regelwerken wesentliche Bedeutung für den Bodenschutz in Deutschland, beispielsweise im Bereich Altlasten. Des Weiteren engagiert er sich öffentlich stark für die Bildung im Themenkreis „Böden und Bodenschutz“ sowie verbandsintern für einen breiten Austausch und eine verstärkte Kooperation zwischen Fachkollegen verschiedener Arbeitsebenen („Wissenschaftler“ und „Praktiker“).

## Gründungsgeschichte
Die Gründung des BVB geht zurück auf die 1993 getroffene Entscheidung der Deutschen Bodenkundlichen Gesellschaft (DBG), ihre Ausrichtung auf rein wissenschaftliche Aspekte der Bodenkunde beizubehalten und sich nicht – wie von vielen insbesondere jüngeren Mitgliedern gefordert wurde – auch den „Anforderungen von Behörden, Vollzug und Praxis“ zu stellen. Die DBG als bereits 1926 gegründete wissenschaftliche Gesellschaft unterstützte im Folgenden jedoch aktiv die Gründung eines unabhängigen Verbands für diese Belange. Insbesondere ihr damaliger Präsident Herbert Kuntze engagierte sich stark bei den Vorbereitungen, starb allerdings wenige Monate vor der Gründung. Mit der DBG ist der Bundesverband Boden seither strukturell wie personell verbunden.
Mit der Gründungsversammlung des Bundesverbands Boden, die am 28. Juni 1995 im Umweltbundesamt in Berlin stattfand, füllte sich eine Lücke in der deutschen Verbändelandschaft, denn zuvor gab es keine bundesweite Bodenschutzorganisation.
Der Bundesverband Boden ist Mitglied im Deutschen Naturschutzring.

## Verbandsstruktur

### Ziele und Aufgaben
Der Bundesverband Boden vertritt fachliche, technisch-wissenschaftliche und rechtliche Belange zum Umweltmedium Boden. Zu seinen zentralen Aufgaben gehören per Satzung unter anderem die Öffentlichkeitsarbeit (z. B. durch Publikationen und Veranstaltungen), fachliche Aus- und Fortbildungsmaßnahmen, die Zusammenarbeit mit Behörden, anderen Verbänden, Unternehmen und wissenschaftlich-technischen Einrichtungen sowie die Aufstellung und Vereinheitlichung von Kriterien für bodenbezogene und geoökologische Untersuchungen des Bodens zur Maßnahmenbeurteilung in den Bereichen Umweltschutz und Landschaftspflege. Darüber hinaus gehören Mitarbeit und Erarbeitung einschlägiger Regelwerke, Normen sowie Handlungsempfehlungen (Leitfäden) zur bodenkundlichen Qualitätssicherung und die Förderung von Forschungs-, Entwicklungs- und Demonstrationsvorhaben zu den Verbandsaufgaben.

### Mitglieder
Der BVB vertritt gut 600 Mitglieder, darunter etwa 50 Firmen. Rund die Hälfte der Verbandsmitglieder sind angestellte und selbständige Bodenfachleute, daneben vor allem mit dem Thema Bodenschutz beschäftigte Mitarbeiter von Ministerien, Landesanstalten und Vollzugsbehörden, des Weiteren Universitätsangehörige und in Ingenieurbüros oder z. B. Anwaltskanzleien Tätige. Von ihrer Ausbildung her sind dabei neben originären Bodenkundlern insbesondere Geologen, Geografen, Biologen, Ökologen, Chemiker, Agraringenieure, Forstwissenschaftler, Landschaftsplaner und Juristen vertreten. Mit Ausnahme einiger Verwaltungsfachleute haben fast alle eine wissenschaftliche Ausbildung absolviert, der BVB gilt daher ebenso wie die DBG als „wissenschaftliche Vereinigung“.

### Vorstand
Das Präsidium bildet den Vorstand des BVB und leitet den Verband. Es setzt sich aus einem Präsidenten, drei Vizepräsidenten, einem Delegierten der Deutschen Bodenkundlichen Gesellschaft und einem Schriftführer zusammen.
Präsidenten des BVB:
- bis 2002: Reinhard F. Hüttl (u. a. Professor für Bodenschutz und Rekultivierung an der TU Cottbus, wissenschaftlicher Vorstand des GeoForschungsZentrums Potsdam)
- bis 2008: Hubert Wiggering (ehemals Generalsekretär des Sachverständigenrats für Umweltfragen (SRU), Direktor des ZALF, Professor für Geoökologie an der Universität Potsdam)
- bis 2014: Gabriele Broll (Professorin für Geoökologie und Bodenforschung und Institutsleiterin an der Universität Osnabrück, Forschungsschwerpunkte: Agrarökologie und Bodenforschung)[8]
- ab 2015 Berndt-Michael Wilke (Technische Universität Berlin, Leiter des ehemaligen FG Abfallbelastung der Landschaft am Institut Ökologie – jetzt im Ruhestand)[9]

## Aktivitäten

### Verbandsgruppen
Die meisten Aktivitäten des BVB lassen sich den folgenden Bereichen zuordnen. Für diese bestehen derzeit drei verbandsinterne Fachgruppen mit eigenen Vorsitzenden und Fachausschüssen:
1. Bodenbezogene Rechtsbereiche
2. Bodennutzung und Bodenschutz
3. Beruf, Bildung und Öffentlichkeitsarbeit

Für die Mitglieder gibt es darüber hinaus bundesländerübergreifend vier Regionalgruppen in Deutschland (Nord, Ost, Süd, West), die u. a. eigene Treffen, Workshops und Exkursionen organisieren.

### Publikationen und Tagungen
Wesentliche Publikation des BVB ist die seit 1996 regelmäßig vierteljährlich erscheinende unabhängige Verbands- und Fachzeitschrift Bodenschutz, in der auch Informationen aus der Bund/Länder-Arbeitsgemeinschaft Bodenschutz (LABO) und aus dem Bund/Länder-Ausschuss Bodenforschung (BLA-GEO) veröffentlicht werden (beides Arbeitsgremien der Umweltministerkonferenz (UMK) bzw. der Wirtschaftsministerkonferenz).
Daneben gibt der BVB gesonderte Schriftenreihen wie die BVB-Merkblätter, die BVB-Informationen und die BVB-Materialien heraus, die feste Bestandteile der bodenkundlichen Fachliteratur geworden sind. Als Merkblätter erschienen etwa die Handlungsempfehlungen zur Gefahrenabwehr bei Bodenerosion; die Materialien umfassen u. a. den Band Bodenschutz und Bauleitplanung und das mehrsprachige Wörterbuch Bodenwissenschaften.
Zu den weiteren Veröffentlichungen gehören Tagungsberichte und insbesondere fachliche Stellungnahmen zu Gesetzen, Verordnungen, Richtlinien oder Erlassen, die u. a. im Rahmen der umweltrechtlichen Verbandsbeteiligung erfolgen. Als anerkannter wissenschaftlicher Fachverband steht der BVB im intensiven Austausch mit den entsprechenden Fachbehörden und ist meist bereits im Vorfeld von behördlichen und politischen Entscheidungsfindungen beratend beteiligt.
2000 ließ der BVB in Zusammenarbeit mit dem Bonner aid infodienst den knapp halbstündigen Film Die Haut der Erde – Über den Boden, von dem wir leben produzieren (DVD, ISBN 978-3-8308-0294-5). Der in deutscher und englischer Sprache vorliegende Lehrfilm kommt vor allem in Schulen aber auch bei der Erwachsenenbildung zum Einsatz.
Der Bundesverband Boden ist verantwortlich für das seit 2001 bestehende, 2015 anlässlich des Internationalen Jahrs der Böden völlig modernisierte Webportal Bodenwelten. Das Portal wurde vom Bundesumweltministerium gefördert und bietet umfassende Informationen zum Thema Boden, Anregungen für Schulen und Ansätze zum Bodenschutz.
Die Jahrestagungen sind auf jeweils aktuelle Themen des Bodenschutzes ausgerichtet:
- 2008 Müncheberg - „Global Change - Herausforderungen für den vorsorgenden Bodenschutz“ - Über den Wert von Böden / Klimawandel und Böden / Konsequenzen der Biomassenutzung für Böden / Novellierungen aktueller bodenschutzrechtlicher Regelungen
- 2010 Gelsenkirchen - „Bodenmanagement im urbanen Raum“- Transfer wissenschaftlicher Ergebnisse in die Praxis / Vermittlung von Bodenschutz in der Öffentlichkeit
- 2012 Augsburg - „Bodenschutz zwischen den Stühlen“- Bodenschutz zwischen Naturschutz und Landnutzung / Bodenkundliche Baubegleitung
- 2014 Halle - „Schutzgut Boden im Naturschutz“- Boden und Naturschutz / Bodenschutz und Energiewende
- 2016 Hamburg

### Boden des Jahres
Gemeinsam mit der Deutschen Bodenkundlichen Gesellschaft wählt der BVB seit 2004 jedes Jahr den „Boden des Jahres“ aus. Der Verband begleitet die jährliche Auswahl mit Informationen der Öffentlichkeit und Aktionen.

### Aktionsplattform Bodenschutz
Der BVB gründete 2007 gemeinsam mit der Deutschen Bodenkundlichen Gesellschaft und dem Ingenieurtechnischen Verband Altlasten (ITVA) die „Aktionsplattform Bodenschutz“ (ABo). Diese bündelt die Fachkompetenz in Deutschland in den Bereichen Bodennutzung, Bodenschutz und Altlastensanierung und versteht sich als Gesprächs- und Informationsplattform für Gesellschaft und Politik. Sie dient als Öffentlichkeits- und Lobbyorganisation für den Bodenschutz, der fortan „mit einer Stimme spricht“ und daher besser wahrgenommen werden kann als Stellungnahmen der Einzelorganisationen.